# Elisa Donovan
Elisa Donovan  (ur. 3 lutego 1971 w Poughkeepsie) – amerykańska aktorka filmowa i telewizyjna.

## Filmografia
- Słoneczna Sonny (Sonny With a Chance) (2009) jako Sharona
- Shark Swarm (2008) jako Brenda
- Kiss Me Again (2006) jako Malika
- TV: The Movie  (2006) jako Susie
- Eve's Christmas (2004) jako Eve Simon
- Wilki z Wall Street (Wolves of Wall Street, 2002) jako Annabelle Morris
- Najlepsza aktorka (Best Actress) (2000) jako Lori Seefer
- Sabrina, nastoletnia czarownica (Sabrina, the Teenage Witch) (1996–2003) jako Morgan Cavanaugh
- Słodkie zmartwienia (Clueless) (1996–1999) jako Amber Princess Mariens
- Odlotowy duet (1998) jako Cambi